# Подвійний зв'язок
Подвійний зв'язок (рос. двойная связь, англ. double bond) — кратний хімічний  зв'язок, що утворився двома парами валентних електронів, з яких одна займає зв'язуючу молекулярну σ-орбіталь, а друга зв'язуючу молекулярну π-орбіталь, наприклад, зв'язок між двома атомами C (в sp2-гібридизації) в етилені (етиленовий зв'язок), а також зв'язки >C=N-, >C=O, O=O та ін. Обертання навколо таких зв'язків утруднене, через те в етиленах спостерігається геометрична цис-транс-ізомерія.

Геометрія етилену

Подвійні кон'юговані зв'язки — подвійні зв'язки, що розділені одним одинарним C=C-C=C, між якими існує сильна взаємодія за рахунок більшого чи меншого перекриття(залежно від довжини кон'югованого ланцюга) π-орбіталей, що межують між собою через одинарний зв'язок.
Ізольовані подвійні зв'язки — кратні зв'язки, розділені кількома (принаймні двома одинарними) простими зв'язками, де унеможливлена кон'югація, тобто подвійні зв'язки, що не є ні кумульованими, ні кон'югованими: -С=С-С-С=С-.